# Пузанов, Фёдор Андреевич
Фёдор Андреевич Пузанов (8 июня 1888 — 12 июля 1965) — протоиерей Русской православной церкви, настоятель ряда храмов Петропавловской, Новгородской и Псковской областей. В годы Великой Отечественной войны — деятель партизанского движения в Псковской области, награждён медалью «Партизану Отечественной войны» II степени.

## Ранние годы. Начало служения
Родился 8 июня 1888 года в селе Алфёровка Емантаевской волости Бугурусланского уезда Самарской губернии Российской империи (ныне Абдулинский район Оренбургской области) в семье псаломщика. Окончил земскую школу села Каменка Уфимской губернии в 1895 году. Занимался сельским хозяйством. Систематического духовного образования не имел.
Участник Первой мировой войны в составе Русской императорской армии, с 1914 по 1915 годы награждён тремя Георгиевскими крестами (II, III и IV степеней) и Георгиевской медалью II степени. По некоторым данным, Фёдор Андреевич воевал в «нижних чинах»: он утверждал, что четыре раза ходил в штыковую атаку, был ранен и даже попал в плен, из которого вернулся в 1918 году. В годы Гражданской войны сражался на стороне красных: в частности, командовал отрядом в боях против войск Колчака.
В 1918—1920 годах Фёдор Андреевич был псаломщиком церкви села Каменка Уфимской губернии, с 14 июня 1921 по март 1923 года — псаломщик церкви села Новоспасское Самарской губернии. 14 марта 1923 года епископом Бугурусланским Алексием (Орловым) рукоположен во диаконы церкви села Новоспасское Самарской губернии. Позже служил диаконом церкви села Борискино Самарской губернии. В августе 1926 года рукоположен во священники и позже посвящён в иереи епископом Петропавловским Иоанном (Троянским), определён к церкви станицы Становая Петропавловской области.
Отец Фёдор был арестован в 1928 году. Хотя информация об обвинениях не упоминается ни в личном деле священника, ни в архивах ФСБ, предполагается, что его могли судить по обвинениям в контрреволюционной деятельности. В 1929 году он был приговорён к трём годам заключения, отбывал наказание в лагерях на Нижнем Урале. После освобождения с 1932 по 1941 годы проживал в городе Чудове, трудился разнорабочим (плотником).

## В рядах партизанского движения
С 1941 года служил в приходе в Чудове, остался там после оккупации Новгородской области немцами. 9 марта (по другим данным, 9 апреля) 1942 года был назначен Псковской духовной миссией настоятелем храма Грузинской иконы Божьей Матери в селе Хохловы Горки (Порховский район Псковской области). С 1942 года находился в рядах партизанского движения, был разведчиком 5-й Ленинградской партизанской бригады. Утверждается, что однажды ночью в дом отца Фёдора пришли партизаны, прямо задавшие ему вопрос, кого он поддерживает: Фёдор Андреевич ответил, что он русский человек и не изменит своей Родине. С этого момента он оказался в партизанском движении.
Известны разные факты о деятельности отца Фёдора в партизанском движении. Церковный историк Михаил Шкаровский писал, что по доносу старосты немцы сожгли церковь отца Фёдора, отомстив ему за то, что он сообщал партизанам о расположении немецких частей. Есть свидетельство 1942 года (подтверждается письмом Фёдора Андреевича от 1964 года), когда находившийся в псковской деревне Шилы отец Фёдор спас от немецкого патруля группу партизан, укрывшуюся в доме крестьянина Петра Никулина. Когда в дверь дома постучались немцы, отец Фёдор вышел к ним и заявил, что хозяйка дома якобы больна тифом, и что он пришёл её исповедать (в действительности в доме не было никакой больной женщины). После этих слов немцы поспешно убрались. Согласно письму 1944 года на имя архиепископа Псковского и Порховского Григория, Фёдор Андреевич утверждал, что в течение войны помогал партизанам, снабжая их хлебом и бельём, а также отдал им свою корову. Помимо этого, отец Фёдор навещал воспитанников детского дома в Порхове и передавал им продукты, а также сообщал жителям сёл сводки с фронтов.
В январе 1944 года немцы во время отступления из Псковской области, сжигая ранее занятые ими сёла, согнали в колонну более 300 сельчан из Хохловых Горок и ещё нескольких деревень, после чего повели их на запад (в колонне находился и отец Фёдор). По одним данным, немцы собирались угнать всех этих людей в Германию на принудительные работы; по другим данным (согласно воспоминаниям отца Фёдора о беседе с конвоиром-эстонцем), часть жителей собирались загнать в сарай и заживо сжечь, а другую часть — расстрелять. Пройдя 15 километров, немцы остановились у деревни Вяски, а охрана направилась доложить командованию обстановку. Отца Фёдора обязали довести колонну до места назначения в Дубровно, угрожая расстрелять в случае неповиновения (во время оккупации Псковской области многих священников Псковской духовной миссии немцы казнили даже за малейшее неповиновение властям). Согласно рапорту Фёдора Андреевича правящему архиерею, немцы отошли всего на 2 км, когда отец Фёдор приказал колонне идти в расположение партизанского лагеря, находившегося в тылу. По словам отца Фёдора, он вывел всех мирных жителей без единой потери.
В ряде источников утверждается, что во время войны Фёдор Андреевич собрал в сёлах Заполье и Бородичи 500 тысяч рублей, передав их через партизан в Ленинград на создание танковой колонны Красной Армии. В частности, эта информация упоминалась в номере 2 газеты «Московский церковный вестник» за 1989 год (там уточнялось, что отец Фёдор просил назвать танковую колонну «Дмитрий Донской»). По мнению журналиста Бориса Клина, проверить достоверность утверждения о сборе средств на танковую колонну, осуществлённом усилиями только одного отца Фёдора, является достаточно сложной задачей. Владимир Григорян утверждает, что авторы подобных публикаций могли перепутать Фёдора Пузанова с другим священником, отцом Мефодием Беловым, который действительно собирал деньги для нужд Фонда обороны.
За заслуги в организации партизанского движения Фёдор Андреевич Пузанов был награждён медалью «Партизану Отечественной войны» II степени. Медаль ему лично вручил командир 5-й Ленинградской партизанской бригады К. Д. Карицкий, что было запечатлено фотокорреспондентом Владимиром Капустиным. «Московский церковный вестник» сообщал, что отец Фёдор также был награждён крестом с украшением митрополитом Алексием за свою деятельность в рядах партизан, но эта информация не подтверждается существующими источниками (известно только, что в 1950 году отец Фёдор был награждён камилавкой).

## После освобождения и окончания войны
С марта по 18 сентября 1944 года отец Фёдор снова служил в церкви Грузинской иконы Божьей Матери в Хохловых Горках. С 10 марта 1944 по 1 декабря 1945 года занимал должность благочинного шести районов Псковской области, на которую его назначил митрополит Ленинградский Алексий. В одном из писем митрополиту Григорию отец Фёдор, упоминая своё снятие с должности благочинного, утверждал, что на снятии якобы настоял секретарь митрополита и управляющий делами епархии протоиерей Павел Тарасов. Хотя сам Тарасов в войну был награждён медалью «За оборону Ленинграда», он неоднократно утверждал, что приходу не нужен священник-партизан. Причин подобного отношения к себе Фёдор Андреевич не мог понять.
С 19 сентября по 9 декабря 1944 года Фёдор Андреевич служил священником церкви села Михайлово Псковской епархии. С 10 декабря 1944 по 19 февраля 1947 годов — снова священник церкви Грузинской иконы Божьей Матери в Хохловых Горках. С 20 февраля 1947 по 19 марта 1948 годов — настоятель церкви села Углы Новгородской области. В 1947 году во время визита в СССР экзарха Гор Ливанских Илии Фёдор Андреевич был вызван телеграммой в Ленинград и приглашён на угощение со всеми братьями: во время беседы священники обсуждали то, как они переживали голод. Однако когда отец Фёдор попросил слова, протоиерей Тарасов немедленно потребовал от священника уйти.
Об отце Фёдоре некоторые архиереи отзывались со скепсисом, пеняя на то, что сам он не учился в семинарии. В частности, в характеристике 1950 года говорилось, что «всякого рода мирские злые вещи находили в характере его уязвимые места». Но в этой же характеристике говорилось, что Фёдор Андреевич «нелицемерно любит свои пастырские обязанности», в отзыве 1956 года он характеризовался как «заботливый о храме священник, любит украшать храм Божий». Иногда отец Фёдор вызывал недовольство и со стороны партийных чиновников: в мае 1950 года председатель горсовета Баранов публично заявил ему, что «попы не нужны теперь» и что от них вскоре избавятся, как избавились от нэпманов. Пузанов в ответ резко напомнил Баранову, что защищал свою родину во время войны и даже был награждён медалью.
С 20 марта 1948 года и до своей смерти отец Фёдор был настоятелем Успенского храма в селе Молочково (Солецкий район Новгородской области). Помимо этого, он до последних дней оставался настоятелем Казанской церкви города Чудово Новгородской области. Скончался 12 июля 1965 года в селе Молочкове, похоронен там же у стен храма.

## Семья
Супруга — Феодосия Феодоровна Пузанова, в девичестве Красильникова (29 мая 1888 — 3 мая 1971). Повенчан церковным браком в октябре 1905 года. В браке родились четверо детей: Феодор, Михаил, Наталья и Мария.
- Сын Михаил Фёдорович учился в 1943—1944 годах в Виленской духовной семинарии, год служил в составе РККА, дважды был ранен, награждён медалью «За победу над Германией»[5]. Как и отец, он также состоял в 5-й партизанской бригаде[8]. В 1946 году попытался поступить в Ленинградскую духовную семинарию, но не был допущен к экзаменам по неназванным причинам[5]. Тем не менее, Михаил стал протоиереем и прослужил многие годы в Боровичах[8], став старейшим клириком Новгородской епархии[5]. Супруга — Клавдия, дочери — Вера и Елена[4].
- Дочь Мария Фёдоровна также состояла в 5-й партизанской бригаде[8].
- Дочь Наталья Фёдоровна работала медиком в 10-й партизанской бригаде[8].
  - Внук — Борис Райгородский, полковник полиции, заместитель начальника ОМВД по Лужскому району Ленинградской области[4].

## Награды
- Георгиевский крест II, III и IV степеней (с 1914 по 1915 годы)[5]
- Георгиевская медаль II степени[2][9]
- Медаль «Партизану Отечественной войны» II степени (март 1944)[6]
- Камилавка (1950)[5]

## Память
28 ноября 2015 года по благословению митрополита Льва на месте захоронения Фёдора Андреевича и его супруги Феодосии Феодоровны был освящён новый мраморный крест.